# Caliban
Caliban — німецький металкор-гурт. Назва походить від п'єси «Буря» Вільяма Шекспіра, в якій Калібаном звати деформованого сина відьми Сікоракси.

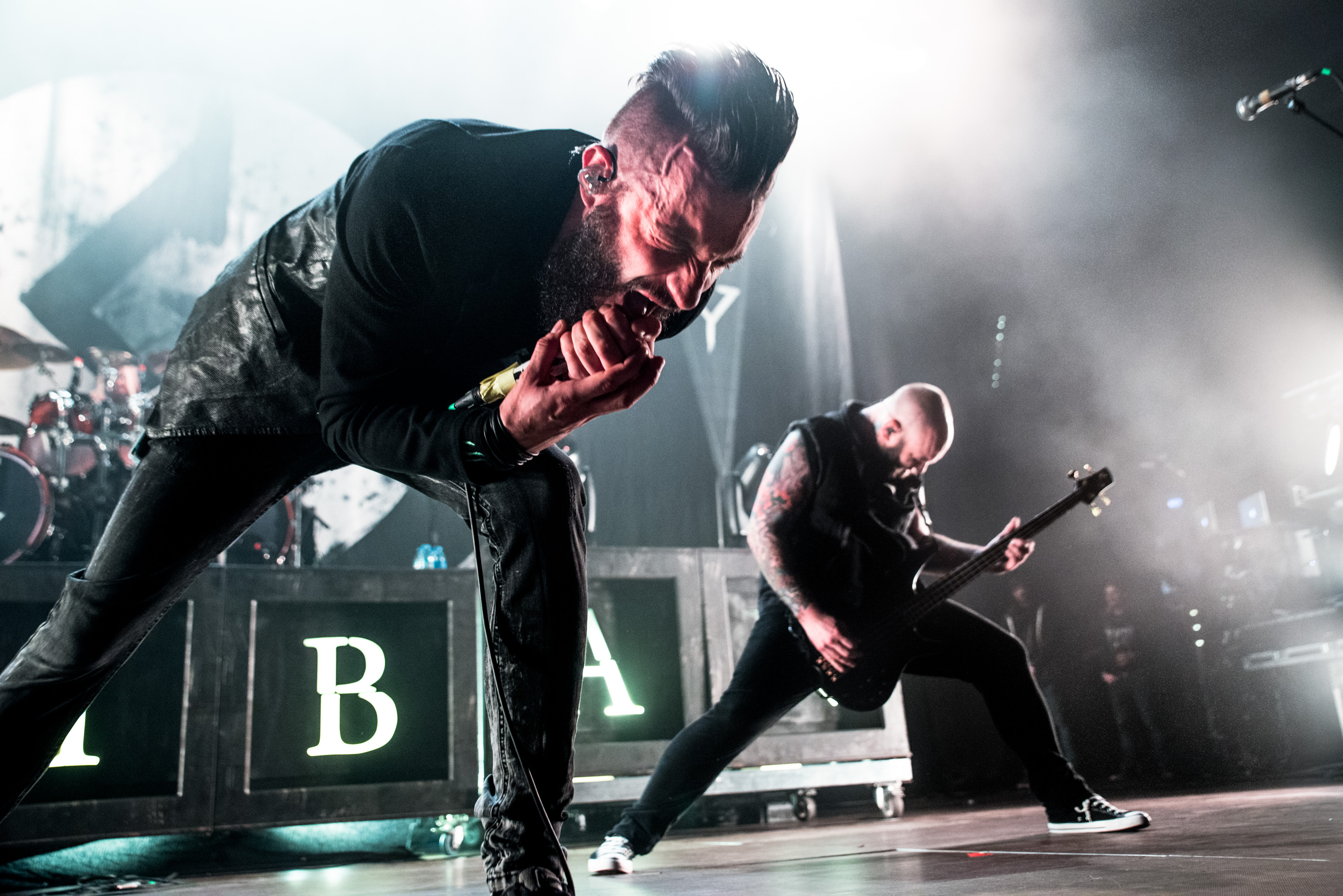
2016

## Історія
«Caliban» сформувалися 1997 року в Гаттінгені як Never Again. Через шість місяців існування групи вони записали дві пісні для їхньої першої іляції, яка, проте ніколи не була публікована. Пісні були надіслані різним лейблам. Після цього «Caliban» підписали контракт з Lifeforce Records. Перший самоназваний сингл вийшов влітку 1998. Щоб зробити CD відомим, «Caliban» грали на багатьох виступах по всій Європі та кілька виступів на розігріві для таких гуртів як Morning Again, Earth Crisis і Cro-Mags.
Після європейського туру 1999, «Caliban» вирушили у студію щоби записати їх перший альбом A Small Boy And A Grey Heaven. Скоро після випуску альбому Клаус Вільгенбуш покинув гурт через особисті причини і був замінений Томасом Сілеманном. З Сільманном на другій гітарі Caliban записали чотири пісні для спліт-платівки з дружнім гуртом Heaven Shall Burn (The Split Program).
У квітні 2001 вони випустили їхній другий альбом Vent, який також через Imperium Records та Howling-Bull Records вийшов у Японії. Після цього вони грали на Beast Feast Festival з групами як Slayer, Pantera, Machine Head, Biohazard і Morbid Angel.
Shadow Hearts, третій альбом «Caliban», вийшов у 2003 році. Завдяки японському туру з Killswitch Engage і Shadows Fall гурт зміг стати ще популярнішим.
У січні 2004 почалися записи четвертого альбому The Opposite From Within. При продукції цього альбому групі допомагав вокаліст In Flames Андерс Фріден. The Opposite From Within вийшов у вересні 2004 через новий лейбл Roadrunner Records. У 2005 «Caliban» записали другий спліт з Heaven Shall Burn — The Split Program II.
У вересні та жовтні 2005 гурт находився у студії на записі його п'ятого альбому The Undying Darkness.
Музично у гурті відбулися декілька змін, особливо помітною з них є чисто співані гітаристом Денісом Шмідтом частини деяких пісень. CD дійшов до 73 місця на німецьких чартах, що було великим успіхом для «Caliban». Влітку 2006 група грала на Wacken Open Air концерті.
Від весни 2007 до літа 2007 «Caliban» грали в рамках Darkness over Europe-Tour з All Shall Perish, Bleeding Through та I Killed The Prom Queen на багатьох концертах у Європі.
25 травня 2007 року вийшов шостий альбом «Caliban» — The Awakening. Платівка дійшла до 36 місця, що залишається їхньою найкращою позицією досі. Влітку 2007 гурт грав на деяких європейських концертах.

## Концерти в Україні

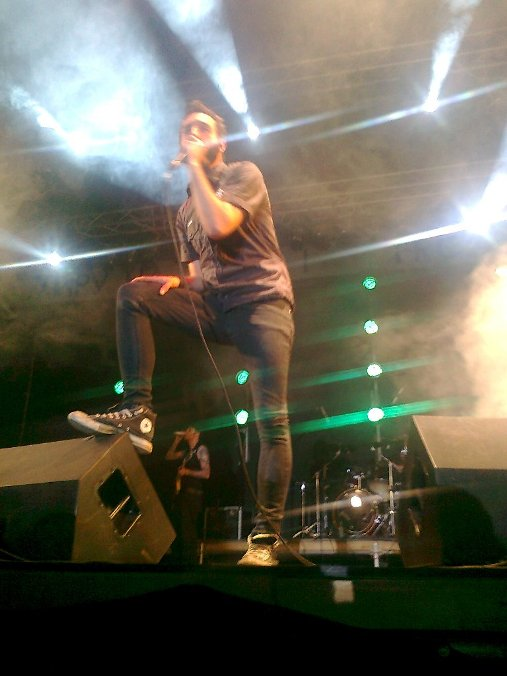
«Caliban» на «Руйнації VIII» (м. Львів)

- В листопаді 2008 року в рамках туру гурт дає свій концерт у Києві.
- В жовтні 2010 вдруге відвідує Україну, виступаючи гедлайнером на фестивалі «Руйнація» у Львові.
- В квітні 2011 Caliban знову відвідав Україну, виступивши на концерті у Києві.
- 23 вересня 2012 концерт у Харкові, клуб «Жара»
- 22 березня 2013 Caliban дали концерт у Києві, клуб «Bingo»
- 19 квітня 2014 дає черговий концерт в Києві, клуб «Юність»
- 9 серпня 2014 виступили гедлайнером на фестивалі «Захід».
- 2 жовтня 2016 Caliban виступили в Києві в клубі Sentrum
- 21 липня 2017 виступили гедлайнером на фестивалі «Файне місто» на тернопільському іподромі.

## Учасники
- Андреас Дьорнер (Andreas Dörner) — вокаліст
- Деніс Шмідт (Denis Schmidt) — гітарист, вокаліст
- Марк Гьортц (Marc Görtz) — гітарист
- Марко Шаллер (Marco Schaller) — басист
- Патрік Грюн (Patrick Grün) — барабанщик

### Колишні учасники
- Андреас Ніколаоу (Andreas Nikolaou) — гітарист
- Клаус Вільґенбуш (Claus Wilgenbusch) — гітарист
- Томас Сілеманн (Thomas Sielemann) — гітарист
- Роберт Кремер (Robert Krämer) — барабанщик
- Боріс Прахт (Boris Pracht) — басист
- Енгін Ґюрес (Engin Güres) — басист

## Дискографія

### Альбоми
- 1999 — A Small Boy And A Grey Heaven (Lifeforce Records)
- 2001 — Vent (Lifeforce Records)
- 2003 — Shadow Hearts (Lifeforce Records)
- 2004 — The Opposite From Within (Roadrunner Records)
- 2006 — The Undying Darkness (Roadrunner Records)
- 2007 — The Awakening (Roadrunner Records)
- 2009 — Say Hello to Tragedy
- 2012 — I Am Nemesis
- 2014 — Ghost Empire
- 2016 — Gravity
- 2021 — Zeitgeister

### Демо, EP та інше
- 1998 — Caliban (EP)
- 1999 — Advance Type
- 2001 — The Split Program (Caliban vs. Heaven Shall Burn) (Lifeforce Records)
- 2005 — The Split Program II (Caliban vs. Heaven Shall Burn) (Lifeforce Records)
- 2011 — Caliban Coverfield

### сингли
- 2005 — The Beloved And The Hatred
- 2006 — It's Our Burden To Bleed / Nothing Is Forever
- 2007 — I Will Never Let You Down

### Музичні відео
- 2003 — Forsaken Horizon
- 2004 — The Beloved And The Hatred [Архівовано 7 лютого 2019 у Wayback Machine.]
- 2006 — It's Our Burden To Bleed [Архівовано 17 травня 2019 у Wayback Machine.]
- 2006 — Nothing Is Forever [Архівовано 21 жовтня 2017 у Wayback Machine.]
- 2007 — I Will Never Let You Down
- 2009 — 24 Years [Архівовано 18 лютого 2017 у Wayback Machine.]
- 2009 — Caliban's Revenge [Архівовано 15 червня 2016 у Wayback Machine.]
- 2011 — Walk Like The Dead [Архівовано 8 березня 2017 у Wayback Machine.]
- 2011 — Memorial [Архівовано 25 жовтня 2017 у Wayback Machine.]
- 2013 — We Are The Many [Архівовано 18 червня 2016 у Wayback Machine.]
- 2013 — This Oath [Архівовано 8 травня 2016 у Wayback Machine.]
- 2014 — I Am Ghost
- 2014 — Devil's Night [Архівовано 11 липня 2017 у Wayback Machine.]
- 2016 — Paralyzed [Архівовано 21 березня 2017 у Wayback Machine.]
- 2017 — brOKen [Архівовано 15 серпня 2017 у Wayback Machine.]